# Министерство культуры, информации и туризма Кыргызстана
Министерство культуры, информации и молодежной политики Кыргызской Республики (МКИМП КР) — является центральным государственным органом исполнительной власти, проводящим государственную политику в сфере культуры, искусства, кинематографии, информации, молодёжной политики, осуществляющим функции по выработке государственной политики и нормативно-правовому регулированию в сфере культуры, искусства, кинематографии, информации и молодёжной политики.
Данное министерство создано в 1953 году.

## Компетенция
Министерство культуры самостоятельно осуществляет правовое регулирование, а также разрабатывает и вносит проекты нормативных актов по вопросам: культуры, искусства, кинематографии, информации, туризма, авторского права, смежных прав, историко-культурного наследия, международного культурного и информационного сотрудничества. Осуществляет государственную культурную политику в республике, повышение духовно-нравственного уровня населения, укрепление гражданского общества, сохранение и развитие традиционных форм национальных культур проживающих в стране народов.

## Структура
- Департамент информации и массовых коммуникаций [6]
- Государственное агентство по делам молодёжи, физической культуры и спорта
- Департамент кинематографии

## Подведомственные организации

### Киностудии
- «Киргизфильм»
- «Киргизтелефильм»
- Киргизфильмофонд

### Театры
- Государственный академический русский театр драмы имени Ч. Айтматова
- Киргизский национальный академический драматический театр имени Т. Абдумомунова
- Киргизский национальный академический театр оперы и балета имени А. Малдыбаева
- Киргизский государственный театр молодёжи и юного зрителя имени Б. Кыдыкеевой
- Киргизский государственный театр кукол имени М. Джангазиева
- Ошский Государственный академический узбекский музыкально-драматический театр имени Бабура основан в 1914 году
- Ошский областной Киргизский драматический театр имени С. Ибраимова
- Бишкекский городской драматический театр имени А. Омуралиева
- Театр «Адеми»
- Молодёжный театр «Тунгуч»
- Телетеатр «Учур»
- Детский театр «Рабаят»
- Ошский областной театр кукол
- Алайский музыкально-драматический театр
- Баткенский музыкально-драматический театр
- Джалалабадский областной драматический театр имени Барпы
- Джумгальский молодёжный театр
- Иссыккульский областной музыкально-драматический театр имени К. Джантошева
- Кочкорский музыкально-драматический театр
- Нарынский областной музыкально-драматический театр имени М. Рыскулова
- Чуйский областной театр комедии им. Ш. Термечикова
- Таласский областной театр драмы

### Концертные организации
- Киргизская национальная филармония имени Т. Сатылганова
- Ошская областная филармония имени Р. Абдыкадырова
- Джалалабадская областная филармония имени Т. Тыныбекова

### Цирки
- Киргизский государственный цирк имени Абубакира Изибаева
- Краски Востока

### Музеи
- Центр кочевой цивилизации «Курманжан Датка»
- Киргизский национальный комплекс «Манас Ордо»
- Национальный историко-археологический музейный комплекс «Сулайман-Тоо»
- Национальный историко-мемориальный комплекс Ата-Бейит
- Киргизский национальный исторический музей
- Киргизский национальный музей изобразительных искусств имени Г. Айтиева
- Киргизский государственный мемориальный дом-музей М. В. Фрунзе
- Государственный историко-культурный музей-запаведник «Шах-Фазиль»
- Республиканский археолого-архитектурный музей-комплекс башня «Бурана»
- Ошский музей изобразительных искусств
- Нарынский областной историко-этнографический музей
- Ыссык-Кульский государственный историко-культурный музей-заповедник
- К. Карасаева-Н. М. Пржевальский музейно-мемориальный комплекс города Каракол
- Историко-краеведческий музей города Балыкчы
- Историко-краеведческий музей города Каракол
- Историко-краеведческий музей города Токмок
- Геологический музей г. Бишкек
- Зоологический музей г. Бишкек
- Музей скульптуры под открытым небом г. Бишкек
- Музей литературы и искусства Т. Сатылганова г. Бишкек
- Мемориальный дом-музей С. А. Чуйкова г. Бишкек
- Мемориальный дом-музей И. Раззакова г. Бишкек
- Мемориальный дом-музей А. Токонбаева г. Бишкек
- Мемориальный дом-музей О. М. Мануйловой г. Бишкек
- Дом-музей Чингиза Айтматова
- Джалал-Абадский государственный краевический музей
- Кызыл-Кийский городской историко-краеведческий музей
- Историко-краеведческий музей города Исфана
- Музей «Слава» имени С. Садыкова города Исфана
- Историко-краеведческий музей города Сулюкта

### Библиотеки
- Национальная библиотека Киргизской Республики имени А. Осмонова
- Республиканская библиотека для детей и юношества имени К. Баялинова
- Центральная городская библиотека г. Бишкек
- Ысык-Кульская областная библиотека им. Т. Сыдыкбекова
- Ыссык-Кульский областной библиотечный центр для детей и юношества имени Кусейин Эсенкожоева
- Чуйская областная библиотека
- Нарынская областная библиотека имени С. Орозбакова
- Таласская областная библиотека имени А. Токтогулова
- Таласская областная детская библиотека
- Жалал-Абадская областная библиотека
- Жалал-Абадская областная детская библиотека
- Ошская областная библиотека им. Т. Сатылганова
- Ошская областная детская библиотека им. Т. Мияшева
- Центральная городская библиотека г. Ош имени Кармышака Ташбаева
- Баткенская областная библиотека

### Образовательные организации высшего образования
- Киргизская Национальная консерватория имени К. Молдобасанова
- Киргизский Государственный университет культуры и искусства имени Б. Бейшеналиевой

### Учреждения среднего профессионального образования
- Киргизское государственное музыкальное училище имени М. Куренкеева
- Центральная детская музыкальная школа имени П. Ф. Шубина
- Республиканская средняя специальная музыкальная школа-интернат имени М. Абдраева
- Каракольское государственное музыкальное училище имени Ы. Туманова
- Ошское музыкальное училище имени Ниязалы
- Республиканский колледж культуры г. Токмок
- Жалал-абадский техникум культуры имени Б. Алыкулова
- Бишкекское театральное училище при Киргизском Национальном драматическом театре имени Т. Абдумомунова
- Бишкекское хореографическое училище имени Ч. Базарбаева
- Киргизское государственное художественное училище имени С. А. Чуйкова

## Государственные СМИ
- Общественно региональная телерадиокомпания «Ынтымак»
- Баткенский государственный областной медиацентр
- Жалал-Абадский государственный областной медиацентр
- Нарынский государственный областной медиацентр
- Иссык-Кульский государственный областной медиацентр
- Чуйский государственный областной медиацентр
- Таласский государственный областной медиацентр
- Редакция детского журнала «Байчечекей»
- Редакция газеты «Жеткинчек»
- Редакция журнала «Кырчын»

## Эволюция государственного органа управления культурой в Киргизии за период с 1953 по 2013 г.
- Министерство культуры Киргизской ССР с 15 марта 1953 года
- Министерство культуры Республики Киргизия с 21 января 1991 года после обретения суверенитета Киргизии
- Министерство культуры Республики Киргизия с 10 февраля 1992 года после обретения независимости Киргизии
- Министерство культуры Киргизской Республики с 17 декабря 1993 года после принятия Конституции КР и названия Киргизская Республика
- Министерство образования, науки и культуры Киргизской Республики с 2 декабря 1996 года
- Министерство образования и культуры Киргизской Республики с 28 декабря 2000 года
- Государственная комиссия при Правительстве Киргизской Республики по развитию культуры с 7 февраля 2004 года
- Государственная комиссия при Правительстве Киргизской Республики по развитию культуры и государственного языка с 8 сентября 2004 года
- Министерство культуры Киргизской Республики с 27 сентября 2005 года
- Министерство культуры и информации Киргизской Республики с 6 февраля 2007 года
- Государственное агентство культуры при Правительстве Киргизской Республики с 22 октября 2009 года
- Министерство культуры Киргизской Республики с 26 апреля 2010 года
- Министерство культуры и информации Киргизской Республики с 9 июля 2010 года
- Министерство культуры и туризма Киргизской Республики с 23 декабря 2011 года
- Министерство культуры, информации и туризма Киргизской Республики с 21 февраля 2013 года

## Руководство

### Министры культуры Киргизии
| # | Министр                        | Период полномочий              |
| - | ------------------------------ | ------------------------------ |
| 1 | Абдыкаир Казакбаев             | 1953–1958                      |
| 2 | Кулийпа Кондучалова            | 1958—1980                      |
| 3 | Нусупова Жумагуль Нусуповна    | 1980—1985                      |
| 4 | Марклен Баялинов               | 1985—1988                      |
| 5 | Токтосартов Акун Токтосартович | 1988—1991                      |
| 6 | Назарматов Даниял Мукалиевич   | 1991—1993                      |
| 7 | Чолпонбек Базарбаев            | 1993—1996                      |
|   | Султан Раев                    | 2005—2010, 2013—2014           |
|   | Ибрагим Жунусов                | 2010, 2011—2013                |
|   | Садык Шер-Нияз                 | 14 июля 2010 — 20 декабря 2010 |
|   | Шакиев Нурланбек Тургунбекович | 2010—2011                      |
|   | Алтынбек Максутов              | 2014—2016                      |
|   | Туголбай Казаков               | 2016—2017                      |
|   | Султанбек Жумагулов            | 2017—2018                      |
|   | Азамат Жаманкулов              | 2018—2020                      |
|   | Нуржигит Кадырбеков            | 2020—2021                      |
|   | Кайрат Иманалиев               | 2021—2022                      |
|   | Максутов Алтынбек Аскарович    | с 2022                         |

## Деятели культуры, внёсшие большой вклад в развитие искусства и культуры Киргизстана
Ошский государственный академический узбекский музыкально-драматический театр имени Бабура — старейший профессиональный театр Киргизии, второй старейший театр в Центральной Азии, основанный Рахмонберди Мадазимовым в 1914 году.
Первый основатель, директор, художественный руководитель и главный режиссёр Ошского театра Рахмонберди Мадазимов был первым основателем и организатором театрального движения в Центральной Азии и Киргизии. Основанный им Ошский театр является вторым старейшим театром в Центральной Азии. Внёс большой вклад в развитие культуры и искусства Средней Азии и Киргизии.
В 1914 году под руководством муллы Рахмонберди Мадазимова вместе с учителем русско-туземной школы города Ош Балтыходжой Султановым был основан театральный кружок.
В 1918 году под руководством Рахмонберди Мадазимова вместе с другими просвещёнными деятелями и учителями Ошского уезда Иброхимом Мусабоевым, Бекназаром Назаровым, Журахоном Зайнобиддиновым, Назирхоном Камоловым, Абдурашидом Эшонхоновым, А. Саидовым впервые в Киргизии был основан самодеятельный театральный кружок на базе концертной бригады при Реввоенсовете Туркестанского фронта из местных мусульманских актёров. Первый директор, художественный руководитель и главный режиссёр театральной труппы Мадазимов Рахмонберди был первым основателем и организатором театрального движения в Центральной Азии и Киргизии. В 1919 году кружок сформировался в драматическую труппу. В дальнейшем эта труппа стала основой для создания Ошского Государственного академического узбекского музыкально-драматического театра имени Бабура.
Театр имени Бабура в городе Ош является старейшим театром в Центральной Азии, после Узбекского национального академического драматического театра имени Хамзы в Ташкенте (основанного в 1913-27 февраля 1914 годах)
В 1957 году Министерством была учреждена почётная грамота Министерства культуры Киргизской ССР. Первым был награждён артист Журахон Рахмонов.